# Viola jaubertiana
Viola jaubertiana es una especie de violeta. Es un endemismo de la Sierra de Tramontana de Mallorca.

## Descripción
Es una planta herbácea perennifolia, hemicriptófita y estolonífera de hojas cordadas, largamente pecioladas y dispuestas en roseta basal. Se diferencia del resto de violas estoloníferas por tener las hojas de color, glabras, muy brillantes y coriáceas. Las flores son inodoras de color azul y en la parte basal de color crema, con espolón.

## Taxonomía
Viola jaubertiana fue descrita por Wilhelm Becker y publicado en Feddes Repertorium 22: 353, en el año 1926.